# Romben Guna
Romben Guna is een bestuurslaag in het regentschap Sumenep van de provincie Oost-Java, Indonesië. Romben Guna telt 3654 inwoners (volkstelling 2010).